# Ранко Алимпић
Ранко Алимпић (Накучани код Шапца, 9. март(по ст. кал.)/21. март 1826. — Београд, 7. новембар(по ст. кал.)/19. новембар 1882) био је српски генерал и политичар. Алимпић је био генерал српске војске, министар грађевина, командант Дринске дивизије и Дринског корпуса.

## Биографија
Рођен је у Накучанима од оца Марка, земљорадника, и мајке Филипе, рођене Јеротић из села Синошевац. Основну школу завршио је у Накучанима и Шапцу, а гимназију у Крагујевцу 1842. године. Исте године ступио је у војну службу где брзо напредује: од 1845. је потпоручник, од 1858. штапски капетан, од 1859. мајор, од 1862. пуковник и од 1876. генерал.
Од 1846. до 1852. студирао је војне науке у Берлину и Потсдаму. Био је професор (1852–1859) па начелник (1859–1860) Артиљеријске школе у Београду.
У периоду 12. август 1860. — 20. фебруар 1861. био је начелник Подринског округа. Осим тога био је начелник Крајинског и начелник Пожаревачког округа. Био је члан Либералне партије и присталица Обреновића. Његова супруга Милева била је ћерка Петра Вукомановића, брата кнегиње Љубице. Нису имали деце.
За време турског бомбардовања Београда непосредно после инцидента на Чукур-чесми, командовао је српским снагама у граду. Од 1873. до 1874. године био је министар грађевина, затим члан Државног савета.
У септембру 1875. постављен је за команданта снага уз границу на Дрини, где организује добровољце за борбу против Турака у Босни и Рашкој. Овај рад прекида српска влада у јануару 1877. под спољним притиском.
Након победе над Турцима у Бици на Старачи код Бијељине, 21.07.1876, кнез Милан му је доделио орден Таковског крста.
У српско-турском рату 1876-1877 командује Дринском војском и продире у Семберију у току јула 1876. У септембру се повлачи из Босне због упућивања појачања Моравској и Ибарској војсци, које су у тешкој ситуацији због притиска Турака на јужном фронту.
Од 1878. до 1880. опет је министар грађевина. Врши припреме у тој улози за градњу железничке пруге Ниш-Врање и Ниш-Пирот.
Умро је у Београду 19. новембра 1882. године.
Његова супруга Милева Алимпић написала је књигу „Живот и рад генерала Ранка Алимпића: у свези са догађајима из новије српске историје“, Београд 1892, 738 страна. Њих двоје били су ктитори цркве у Бањи Ковиљачи, порушене после Другог светског рата и цркве у Накучанима, његовом родном месту.
У Народном музеју у Београду постоји слика „Ранко Алимпић“, рад Стевана Тодоровића. У Шапцу постоји улица Ранка Алимпића.